# Eliú ben Barajel el Buzita

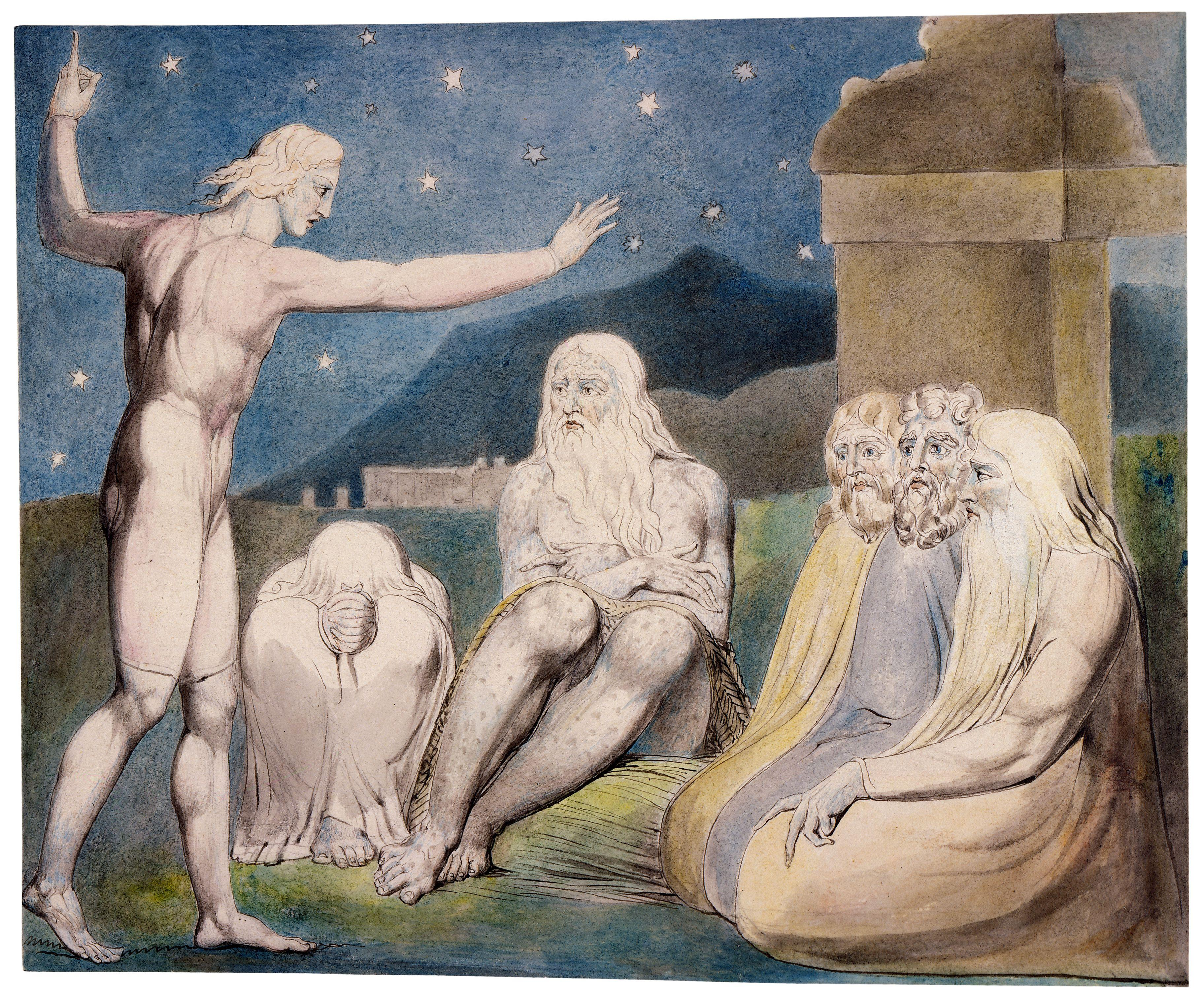
La ira de Eliú (1805) de William Blake; una de sus ilustraciones del Libro de Job

Eliú ben Barajel el Buzita (en hebreo: אֱלִיהוּא 'Elihu, "Dios es El"), fue hijo de Barajel y descendiente de Buz, este último sobrino de Abraham, y también uno de los profetas en el noajismo, mencionado en el Libro de Job como uno de los personajes que visitan a Job.

## En la Biblia
Eliú se presenta en Job 32:2, hacia el final del libro. Sus discursos comprenden los capítulos 32-37, los cuales difieren a los de Elifaz el Temanita, Bildad el Shuhita y Zofar el Naamatita; quien insiste que la divina providencia está llena de sabiduría y misericordia, reprochando a la vez a Job y sus amigos.

También tengo palabras para responderte a ti y a tus amigos.
Eliú (Libro de Job 35: 4)

Andrew B. Davidson argumenta que los "amigos" o compañeros en este versículo no son sus tres amigos Bildad, Elifaz y Zofar, sino que "lo más probable es que Job sea considerado aquí el centro de un círculo de personas que albergaban las mismas dudas irreligiosas con respecto a a la providencia de Dios como él lo hizo".
Eliú afirma que los justos tienen su parte de prosperidad en esta vida, no menos que los malvados. Enseña que Dios es supremo y que uno debe reconocer y someterse a esa supremacía debido a la sabiduría de Dios. Extrae ejemplos de benignidad de, por ejemplo, las constantes maravillas de la creación y de las estaciones.

## Autoría del Libro de Job
Según Albert Barnes, John Lightfoot y otros, el Libro de Job probablemente fue escrito por Eliú.